# Saint-Maclou-de-Folleville
Saint-Maclou-de-Folleville és un municipi francès situat al departament del Sena Marítim i a la regió de Normandia. L'any 2007 tenia 543 habitants.

## Demografia

### Població
El 2007 la població de fet de Saint-Maclou-de-Folleville era de 543 persones. Hi havia 204 famílies de les quals 44 eren unipersonals (20 homes vivint sols i 24 dones vivint soles), 68 parelles sense fills, 80 parelles amb fills i 12 famílies monoparentals amb fills.
La població ha evolucionat segons el següent gràfic:
Habitants censats

### Habitatges
El 2007 hi havia 238 habitatges, 215 eren l'habitatge principal de la família, 11 eren segones residències i 12 estaven desocupats. 230 eren cases i 2 eren apartaments. Dels 215 habitatges principals, 167 estaven ocupats pels seus propietaris, 45 estaven llogats i ocupats pels llogaters i 3 estaven cedits a títol gratuït; 1 tenia una cambra, 10 en tenien dues, 45 en tenien tres, 78 en tenien quatre i 81 en tenien cinc o més. 180 habitatges disposaven pel capbaix d'una plaça de pàrquing. A 117 habitatges hi havia un automòbil i a 88 n'hi havia dos o més.

### Piràmide de població
La piràmide de població per edats i sexe el 2009 era:
| Homes | Edats   | Dones |
| ----- | ------- | ----- |
| 0     | 95 o +  | 0     |
| 0     | 90 a 94 | 0     |
| 4     | 85 a 89 | 8     |
| 0     | 80 a 84 | 8     |
| 0     | 75 a 79 | 0     |
| 16    | 70 a 74 | 8     |
| 16    | 65 a 69 | 20    |
| 4     | 60 a 64 | 8     |
| 8     | 55 a 59 | 12    |
| 24    | 50 a 54 | 32    |
| 32    | 45 a 49 | 12    |
| 16    | 40 a 44 | 12    |
| 32    | 35 a 39 | 20    |
| 20    | 30 a 34 | 20    |
| 8     | 25 a 29 | 20    |
| 24    | 20 a 24 | 12    |
| 28    | 15 a 19 | 8     |
| 8     | 10 a 14 | 12    |
| 20    | 5 a 9   | 24    |
| 8     | 0 a 4   | 28    |

## Economia
El 2007 la població en edat de treballar era de 356 persones, 260 eren actives i 96 eren inactives. De les 260 persones actives 238 estaven ocupades (137 homes i 101 dones) i 22 estaven aturades (9 homes i 13 dones). De les 96 persones inactives 35 estaven jubilades, 26 estaven estudiant i 35 estaven classificades com a «altres inactius».

### Ingressos
El 2009 a Saint-Maclou-de-Folleville hi havia 229 unitats fiscals que integraven 586,5 persones, la mediana anual d'ingressos fiscals per persona era de 18.079 €.

### Activitats econòmiques
Dels 19 establiments que hi havia el 2007, 9 eren d'empreses de construcció, 4 d'empreses de comerç i reparació d'automòbils, 2 d'empreses de transport, 1 d'una empresa d'hostatgeria i restauració, 1 d'una empresa immobiliària i 2 d'empreses de serveis.
Dels 4 establiments de servei als particulars que hi havia el 2009, 1 era una fusteria, 1 lampisteria, 1 electricista i 1 empresa de construcció.
L'únic establiment comercial que hi havia el 2009 era una floristeria.
L'any 2000 a Saint-Maclou-de-Folleville hi havia 34 explotacions agrícoles que ocupaven un total de 1.005 hectàrees.

## Equipaments sanitaris i escolars
El 2009 hi havia una escola elemental integrada dins d'un grup escolar amb les comunes properes formant una escola dispersa.

## Poblacions més properes
El següent diagrama mostra les poblacions més properes.